# Due Date
Due Date er en amerikansk komedie Road movie instrueret af Todd Phillips, medskrevet af Alan R. Cohen, Alan Freedland, og Adam Sztykiel, og med Robert Downey, Jr. og Zach Galifianakis i hovedrollerne. Filmen blev udgivet den 5. november 2010 i USA og blev optaget i Las Cruces, New Mexico og Atlanta, Georgia i USA.

## Handling
Peter Highman (Robert Downey, Jr.) er på vej hjem fra Atlanta til Los Angeles for at være til stede ved fødslen af sit første barn, med sin kone, Sarah. Da han er på flyet, finder Peter ud af at Ethan Tremblay (Zach Galifianakis), som havde et uheld med at køre sin bil gennem hans egen bildør sidder bag ham i første klasse. Efter uforvarende at bruge ordene terrorist og bombe, får Ethan Peter skudt af en Generalløjtnant med en gummi kugle. Både Peter og Ethan er tvunget ud af flyet før take-off.
Efter at være blevet afhørt af sikkerhedsmessige årsager, opdager Peter, at han er blevet anbragt på No Fly-Listen og bliver nødt til at finde en anden måde at komme til Californien på. Efter at indse, at han havde efterladt sin tegnebog på flyet, indvilliger Peter modstræbende i at rejse med Ethan, der er aspirerende skuespiller og håber på at få en karriere i Hollywood, i Los Angeles. Ethan er på vej til Hollywood efter begravelsen af sin far, og har sin fars aske med sig i en kaffekande på turen. De tager af sted sammen på rejsen i en lejet Subaru Impreza 2.5I Hatchback.

## Medvirkende
- Robert Downey Jr. som Peter Highman
- Zach Galifianakis som Ethan Tremblay / Ethan Chase
- Michelle Monaghan som Sarah Highman
- Juliette Lewis som Heidi, en pot-handler
- Jamie Foxx som Darryl
- RZA som Airline Screener Marshall
- Matt Walsh som TSA Agent
- Danny McBride som Western Union Medarbejder Lonnie
- Todd Phillips som Barry
- Keegan-Michael Key som Ny Fader
- Nathalie Fay som Flight Attendant
- Charlie Sheen som Charlie Harper (Gæsteoptræden)
- Jon Cryer som Alan Harper (Gæsteoptræden)

## Soundtrack
Soundtracket til filmen indeholder titlerne:
- Sam & Dave: Hold On I’m Coming
- Billy Currington: People Are Crazy
- Cream: The White Room
- Wolfmother: New Moon Rising
- Danny McBride: Closing Time
- Fleet Foxes: Mykonos
- Mims: This Is Why I’m Hot
- Neil Young: Old Man (Live at Massey Hall)
- Pink Floyd: Hey You
- Cowboy Junkies: Sweet Jane
- Band of Horses: Is There a Ghost
- Rod Stewart: Amazing Grace
- Ice Cube feat. Chuck D: Check Ya Self 2010